# 오리올 파울로
오리올 파울로(Oriol Paulo, 1975년~)는 스페인의 영화 감독, 영화 각본가이다.

## 작품 목록
- 맥거핀(1998, 단편)
- 엘 포로(2001, 단편)
- 테잎스(2002, 단편)
- 이브(2002, 단편)
- 더 바디(2012)
- 인비저블 게스트(2016)